# Wang Shu
Wang Shu (chiń. 王澍; ur. 4 listopada 1963 w Urumczi) – chiński architekt, nagrodzony w 2012 roku Nagrodą Pritzkera. Wraz z żoną Lu Wenyu prowadzi biuro Amateur Architecture Studio.

## Życiorys
Urodził się 4 listopada 1963. Studiował architekturę w Nankinie.
W 1997 roku w Hangzhou założył z żoną biuro architektoniczne Amateur Architecture Studio. Nazwa firmy nawiązuje do przekonania założycieli o ważnej roli rzemiosła w architekturze oraz do eksperymentalnego i spontanicznego ducha ich pracy, w kontrze do monumentalnej architektury reprezentacyjnej. W swoich projektach para wykorzystuje odzyskane surowce oraz tradycyjne materiały i techniki.
Małżeństwo znane jest z twórczego wykorzystania dachówek w budowlach. W projekcie Muzeum Historycznego w Ningbo żelbetowe ściany obłożono warstwami różnorodnych dachówek i cegieł w odcieniach koloru szarego, niebieskiego i pomarańczowego, nawiązując do tradycyjnej techniki budowania. Sam materiał pochodził z pozostałości wiosek, które znajdywały się wcześniej w tej przestrzeni. Z kolei ściany wewnętrznych dziedzińców zostały wyłożone drewnem, zgodnie z lokalną tradycją.
W 2010 roku małżeństwo otrzymało nagrodę architektoniczną im. Ericha Schellinga (Schelling-Architekturpreis). W 2012 roku Wang Shu został wyróżniony Nagrodą Pritzkera za dzieła, przy których małżeństwo pracowało wspólnie. Decyzja jury o wyróżnieniu połowy architektonicznego duetu spotkała się z krytyką. W 2014 roku jeden z budynków kampusu Xiangshan Chińskiej Akademii Sztuk Pięknych ich projektu znalazł się w finale Design of the Year (pol. „projekt roku”) utworzonej przez Design Museum w Londynie. W 2016 roku małżeństwo wygłosiło doroczny wykład o architekturze w Royal Academy of Arts.
Jest dziekanem Wydziału Architektury Chińskiej Akademii Sztuk Pięknych.

## Główne dzieła
- 2000 Biblioteka Wenzheng College Suzhou University
- 2000 Cafe Bar and Gallery, Szanghaj
- 2005 Five Scattered Houses, Ningbo
- 2005 Muzeum sztuki nowoczesnej w Ningbo
- 2006 Tiles garden
- 2006 Vertical Courtyard Apartment, Hangzhou
- 2006 Dom ceramiczny, Jinhua
- 2007 Xiangshan Campus, China Academy of Art, Hangzhou
- 2008 Muzeum historyczne w Ningbo[9]
- 2008 Wielka Hala Ludowa, Pekin
- 2009 Exhibition Hall of the Imperial Street of Southern Song Dynasty, Hangzhou

## Galeria

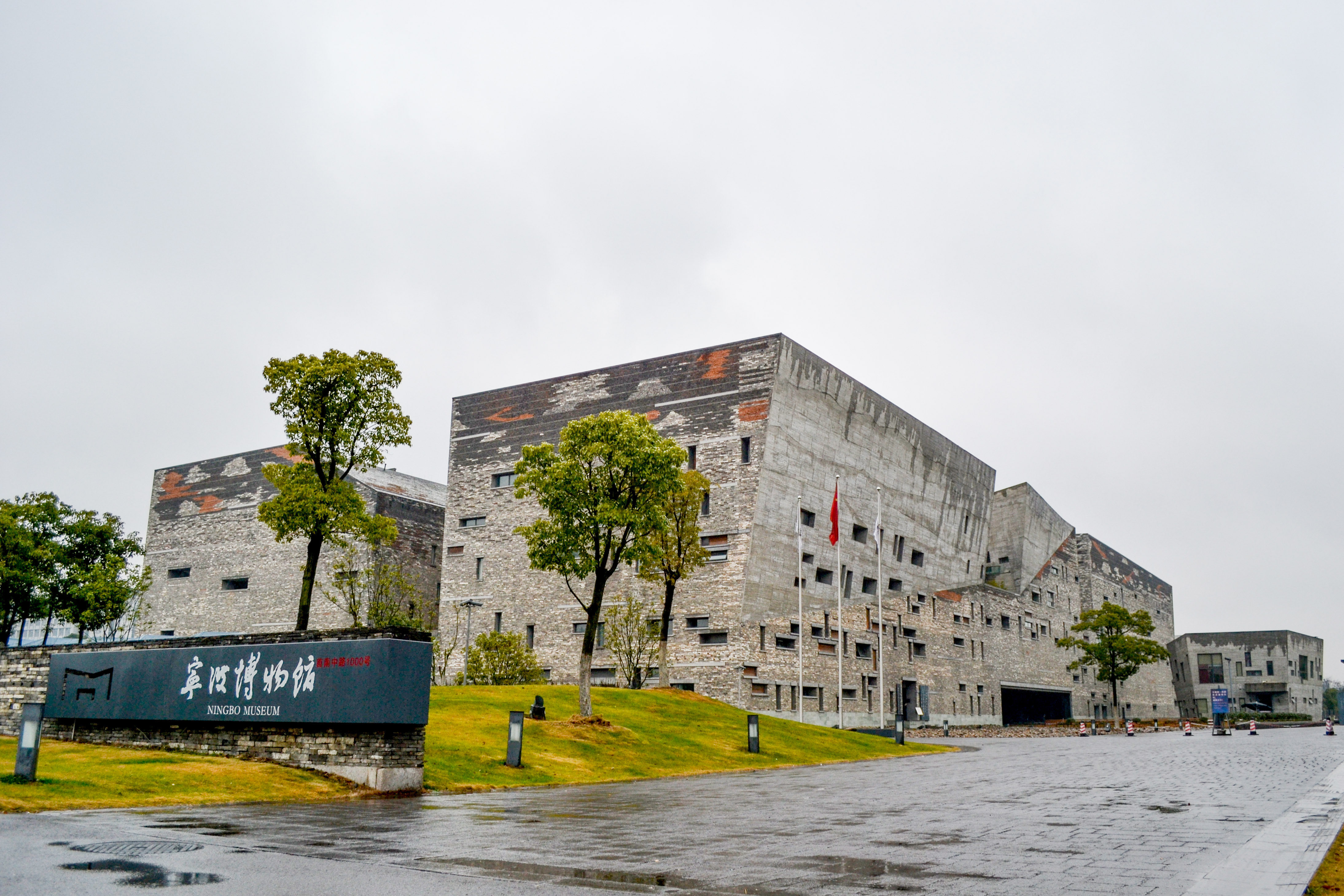
Muzeum historyczne w Ningbo
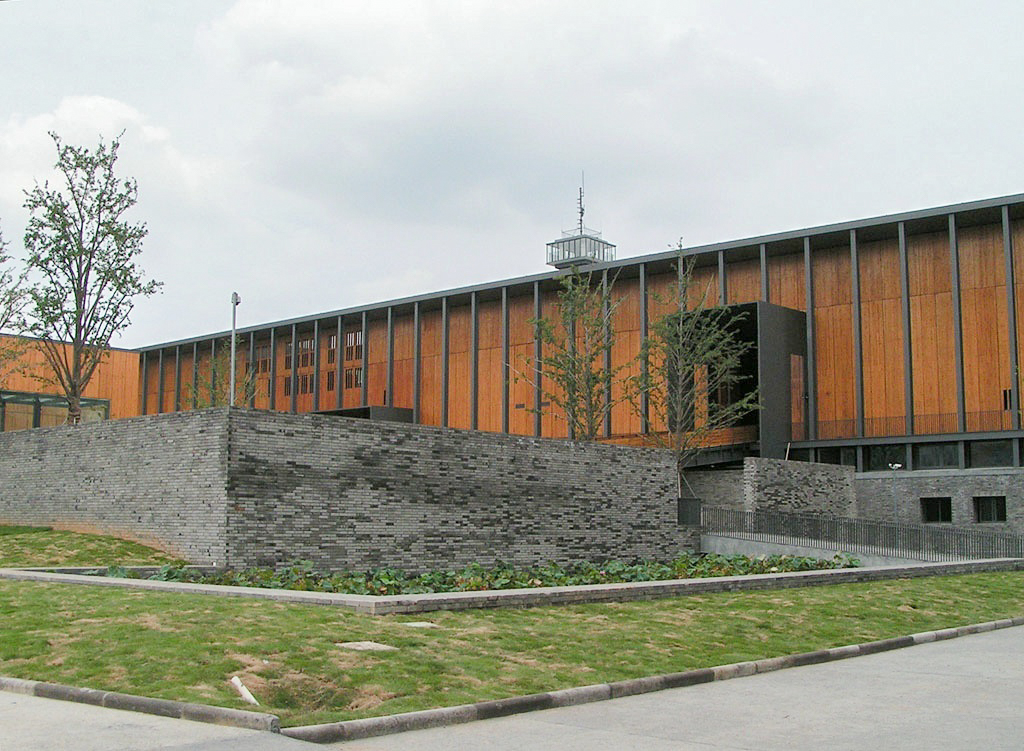
Muzeum sztuki nowoczesnej w Ningbo
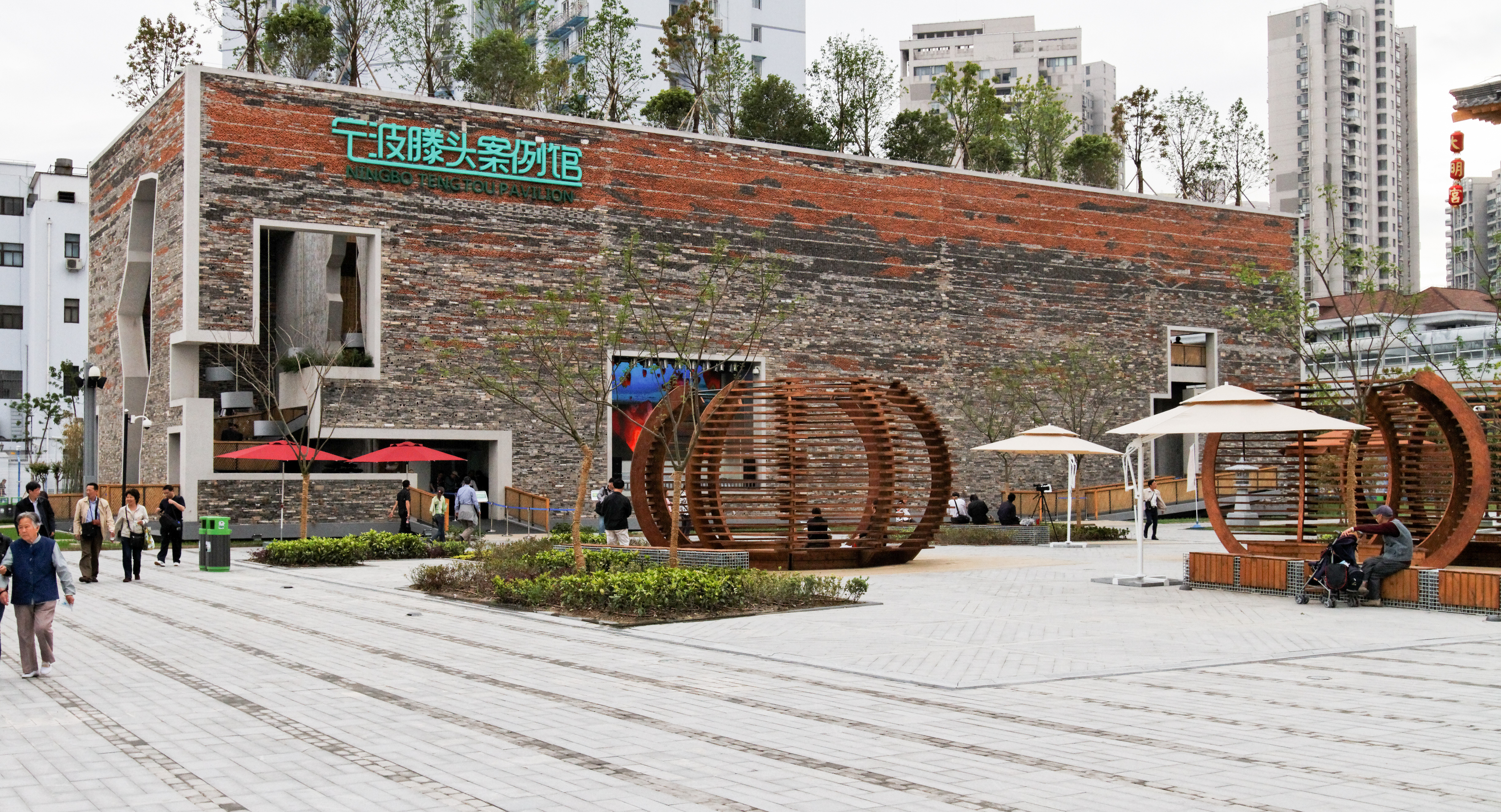
Ningbo Tengtou Case Pavilion